# Hymedesmia crelloides
Hymedesmia crelloides är en svampdjursart som beskrevs av Burton och Rao 1932. Hymedesmia crelloides ingår i släktet Hymedesmia och familjen Hymedesmiidae. Inga underarter finns listade i Catalogue of Life.